# 高山将孝
高山将孝（日语：／ Takayama Masataka，1947年1月3日—），日本男子拳击运动员。他曾代表日本参加1966年亚洲运动会拳击比赛，获得一枚铜牌。他也曾参加1964年夏季奥林匹克运动会。